# Fun, Fun, Fun
Fun, Fun, Fun è un brano musicale composto da Brian Wilson e Mike Love per il gruppo pop rock statunitense The Beach Boys. Fu pubblicato su singolo nel 1964 (lato B Why Do Fools Fall in Love), e successivamente incluso nell'album Shut Down Volume 2.
Fun, Fun, Fun è una della molte canzoni dei Beach Boys che hanno definito il "mito della California". Il testo del brano narra di una ragazza adolescente che inganna suo padre in modo da andare a divertirsi in giro con la sua Ford Thunderbird. Alla fine, il padre scopre l'inganno e le prende le chiavi dell'auto. Verso la fine del pezzo, il narratore della canzone suggerisce che la ragazza lo accompagni, in modo che possano avere "divertimento, divertimento, divertimento" insieme impegnati in altre attività...
Nel febbraio del 1996 la rock band inglese Status Quo, insieme ai Beach Boys, pubblicò una reinterpretazione del brano come singolo estratto dall'album Don't Stop.

## Il brano
La tematica della canzone è parzialmente ispirata a eventi reali della vita di Dennis Wilson. Russ Titelman ricordò di essere andato a trovare Brian mentre stava lavorando alla canzone, e che il ritornello originale era: "Run, Run, Run". Murry Wilson era però scontento del pezzo, e l'ingegnere del suono Chuck Britz cancellò una delle prove incise dalla band in studio. Tuttavia, Brian si infuriò e prenotò un'altra sessione di registrazione quando scoprì l'accaduto.
Secondo il manager radiofonico di Salt Lake City Bill "Daddy-O" Hesterman della KNAK, la canzone sarebbe ispirata a un incidente occorso a Shirley Johnson, la figlia del proprietario della stazione radio. Shirley aveva preso in prestito la Thunderbird del 1963 di suo padre, che aveva un adesivo per il parcheggio dell'Università dello Utah, apparentemente per andare a studiare nella biblioteca dell'università. In realtà, andò in un drive-in con un ragazzo. Quando suo padre scoprì il tutto, le tolse la possibilità di utilizzare la macchina. Nel 2007, Shirley Johnson disse che i Beach Boys si trovavano all'epoca presso la KNAK per un'intervista, e venuti a conoscenza dell'episodio (da lei stessa raccontato a Brian Wilson e Mike Love), decisero di scriverci su una canzone.
L'introduzione alla chitarra elettrica del pezzo si basa su Johnny B. Goode di Chuck Berry.

## Formazione
The Beach Boys
- Al Jardine – armonie vocali e cori, basso, chitarra ritmica
- Mike Love – voce
- Brian Wilson – armonie vocali e cori, produzione, pianoforte, organo Hammond B3, basso
- Carl Wilson – armonie vocali e cori, chitarra ritmica
- Dennis Wilson – armonie vocali e cori, batteria

Musicisti aggiuntivi
- Hal Blaine – tamburello, batteria
- Steve Douglas – sax tenore
- Jay Migliori – sax baritono
- Ray Pohlman – basso a 6 corde

## Versione degli Status Quo
Il brano viene nuovamente registrato dai Beach Boys insieme alla rock band inglese Status Quo nel 1995 e pubblicato nel febbraio del 1996.
L'incontro tra i due gruppi avviene nel 1994 quando si incrociano a Berlino per dar vita al “Farewel Party”, salutando con un mega concerto dinanzi a 300.000 spettatori l'addio delle truppe alleate dalla tribolata città finalmente riunificata e pacificata dopo la caduta del muro. La reciproca ammirazione tra le due band porta il mitico Brian Wilson a collaborare con Francis Rossi per una rinnovata versione del brano, in cui le celebrate armonie dei Beach Boys (che si cimentano nella esecuzione dei nuovi cori) si fondono con il ruvido trattamento boogie rock, da sempre distintivo marchio di fabbrica degli Status Quo.
Sebbene il duetto dia vita a un risultato finale di pregevole contenuto qualitativo, la BBC (in particolare, Radio One) si rifiuta di trasmettere il pezzo e di farlo conoscere al grande pubblico. Ne nasce una incresciosa polemica dalla quale la BBC non intende indietreggiare nemmeno quando l'album Don't Stop  (da cui il singolo viene estratto) si invola al n. 2 delle classifiche inglesi ottenendo il doppio disco di platino.
L'ostracismo dei media britannici si ripercuote sul successo del singolo che nel Regno Unito non va oltre la posizione n. 24 in classifica.
Per incidere questa nuova versione con gli Status Quo, Brian Wilson, mente storica dei Beach Boys, accetta di tornare a cantare coi compagni dopo un'assenza di oltre 25 anni.

### Tracce
1. Fun, Fun, Fun (Short Version) with The Beach Boys - 3:05 - (B. Wilson/M. Love)
2. Fun, Fun, Fun (Extended Fade Version) with The Beach Boys - 4:04 - (B. Wilson/M. Love)
3. Mortified - 3:19 - (Bown/Rossi/Parfitt/Edwards/Rich)

### Formazione
- Francis Rossi (chitarra solista, voce)
- Rick Parfitt (chitarra ritmica, voce)
- Andy Bown (tastiere, chitarra, armonica a bocca, cori)
- John 'Rhino' Edwards (basso, voce)
- Jeff Rich (percussioni)